# Ровницы
Ровницы — деревня в Плюсском районе Псковской области. Входит в сельское поселение Плюсская волость.

## География
Деревня расположена на правом берегу реки Вёрдуга (правом притоке Плюссы), в 22 км к северо-западу от районного центра, посёлка Плюсса, и в 9 км к западу от деревни Нежадово.

## Население
Численность населения деревни по оценке на конец 2000 года составляла 8 человек, по переписи 2002 года — 8 человек.

## История
До 1 января 2006 года деревня входила в состав ныне упразднённой Нежадовской волости.